# شاه حيدر
شاه‌ حيدر هي قرية في مقاطعة خدا أفرين، إيران. عدد سكان هذه القرية هو 121 في سنة 2006.